# O zlém brouku Bramborouku
O zlém brouku Bramborouku je dětská kniha Ondřeje Sekory z roku 1950. Její podtitul je O mandelince americké, která chce loupit z našich talířů. Jak již název napovídá, jedná se o komunistickou agitku, kde se Sekora, který byl členem KSČ, aktivně podílel na komunistické propagandě, která přirozené šíření mandelinky bramborové vykreslovala jako imperialistický útok Západu a USA, které mandelinku měly na českém území uměle vysazovat z letadel nebo prostřednictvím diverzantů. Shazování mandelinky z amerických letadel je v knize i názorně vyobrazeno. Je také vyobrazen životní cyklus mandelinky a děti jsou vyzývány, aby se do boje proti americkému brouku zapojily. Kniha končí větou: Naše talíře budou v bezpečí, až vyhubíme poslední mandelinku. A svět, ten si oddychne, až budou také zneškodněni poslední nepřátelé míru.